# Justice à Wallis-et-Futuna
La justice à Wallis-et-Futuna, collectivité d'outre-mer française, relève de deux systèmes : la justice coutumière et la justice française. Jusqu'aux années 1990, 98 % des Wallisiens ont uniquement recours à la justice coutumière. Elle est réservée au délits et aux conflits fonciers car les crimes, plus rares, sont jugés par le tribunal de première instance de Nouméa ou la cour d'appel de Nouméa. Un procureur de la république est présent à Wallis pour traiter les affaires relevant du droit commun et exerce dans le tribunal de première instance de Mata-Utu. Beaucoup de Wallisiens et de Futuniens considèrent la justice pénale française comme réservée aux papalagi (Européens, métropolitains). Les Wallisiens et Futuniens de Nouvelle-Calédonie ont également recours à cette justice coutumière pour régler des litiges au sein de la communauté. Ces deux univers juridiques sont très différents, tant dans leur conception, le système culturel qui les sous-tend, que dans leurs objectifs et leurs pratiques. Après s'être longtemps ignorés, ils entrent de plus en plus en confrontation depuis les années 1990, ce qui a occasionné plusieurs crises politiques. C'est d'ailleurs à cette même période que le territoire s'équipe en manière carcérale avec la création de la maison d'arrêt de Mata-Utu qui sert pour les crimes et délits commis par des Wallisiens et des Futuniens.

## Histoire

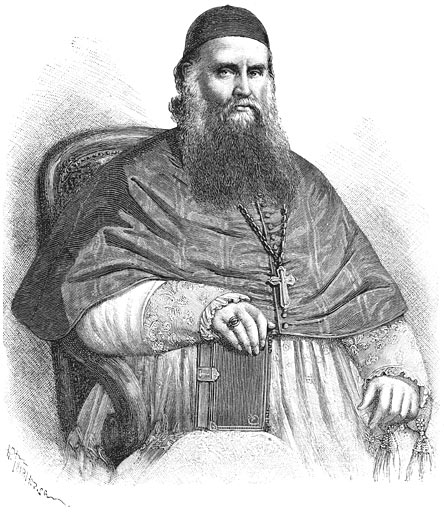
Pierre Bataillon codifie la justice coutumière wallisienne en 1870.

La justice coutumière a été codifiée par le missionnaire Pierre Bataillon, qui fait rédiger en 1870 le Code de Wallis (Tohi fono o Uvea). Ce code liste un ensemble de préceptes moraux et d'actes interdits par la morale catholique et les sanctions associées. Le mariage est réglementé, et il est également interdit de vendre des terres à des étrangers. Il est aussi notifié que les chefs de district d'Uvea auront un rôle de président de tribunal coutumier. En 1933, sous le protectorat de Wallis-et-Futuna, un décret de l'administration française instaure une justice de paix à laquelle les Wallisiens et les Futuniens peuvent être soumis dans des affaires impliquant des citoyens français. Leur statut d'« indigènes » les laisse cependant en majorité sous l'autorité des rois et chefs coutumiers. Le statut de 1961 du territoire octroie la nationalité française aux habitants mais reconnaît l'existence de deux systèmes judiciaires et la population reste sous un statut de droit particulier : « même s’il n’existe plus qu’une seule citoyenneté – française – les citoyens en question relèvent néanmoins de deux statuts juridiques différents ». La loi de 1961 introduit un changement majeur : désormais, les affaires relevant du pénal sont soumises au droit français. Le droit coutumier se trouve donc limité mais il conserve la gestion des affaires foncières.
L'anthropologue Sophie Chave-Dartoen note que les législateurs du statut de 1961 l'envisageaient comme une première étape avant une homogénéisation juridique « qui aurait ôté, à terme, toute portée à l'autorité coutumière ». Cependant, cela n'a pas eu lieu et les deux systèmes coexistent, montrant pour cette anthropologue que « la société wallisienne résiste à son assimilation par l’État républicain ».
En 1978, un arrêté du haut‑commissaire de la République tente d'organiser la justice coutumière en créant une juridiction de droit local, mais cette institution n'a eu aucune existence concrète.

## Statuts

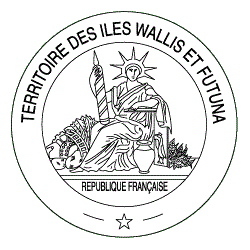
Seau de Wallis-et-Futuna servant notamment au tribunal de Mata-Utu.

Les habitants nés à Wallis-et-Futuna relèvent d'un statut propre, appelé statut personnel en droit français. Il n'y a pas de registre d'état civil, mais les registres de baptême tenus par l’Église catholique font foi. Il n'y a pas non plus de communes, mais des villages dirigés par des chefs de village. Les Wallisiens et Futuniens de Nouvelle-Calédonie et ceux de la diaspora installées en métropole ou ailleurs et qui ne sont pas nés à Wallis-et-Futuna ne relèvent pas de ce statut coutumier, mais du droit commun. Il est possible aux personnes nées à Wallis-et-Futuna de demander le statut de droit commun français, ce que très peu font (par exemple, des enfants issus d'un couple mixte wallisien-métropolitain).
Cette dualité de statut (coutumier/droit commun) existe également en Nouvelle-Calédonie.

## Organisation de la justice coutumière
La justice coutumière s'exerce à plusieurs niveaux : le village, le district (à Wallis), et enfin le royaume. Le roi est l'autorité judiciaire suprême et sa présence est requise pour les affaires les plus graves comme les meurtres. Lorsqu'un procès coutumier doit avoir lieu, un tribunal est organisé dans le fale fono (la maison du conseil).  « Les séances se déroulent faka fenua, à la manière du pays, c’est‑à‑dire selon un cérémonial particulier réglé par la coutume et toujours oralement ». Il est notamment requis d'apporter aux chefs une racine de kava. Les parties défenderesses ainsi que les parties demanderesses s'expriment le long du procès. Un homme est désigné par les chefs coutumiers, à Wallis le Tu’ifakamau, pour diriger les débats. Il donne son avis sur le conflit, mais les juges sont les chefs coutumiers, qui prennent la décision finale.
Les sanctions habituelles consistent à payer des amendes aux chefs, cela peut être payé avec de l'argent, des vivres, ou des travaux d’intérêt collectif. Cependant, le but de la justice coutumière n'est pas tellement de punir les coupables ou d'apporter une réparation : elle cherche avant tout à rétablir l'harmonie et restaurer la paix sociale. La procédure de demande de pardon (te fai hu) est l'aboutissement le plus courant d'une procédure judiciaire coutumière : « celui qui est déclaré coupable doit demander pardon à la famille de la victime et préparer un repas pour celle‑ci ainsi que pour la chefferie et enfin pour tous ceux qui ont été mêlés à l’histoire ». Ce pardon coutumier est obligatoire en cas de meurtre.
La religion catholique est imbriquée avec la coutume, ce qui explique notamment que dans la conception wallisienne, la justice divine est l'étape ultime, au-dessus de la justice rendue par les rois coutumiers.

## Contradictions de la justice coutumière et crises
Dans la justice coutumière, il n'y a aucune séparation des pouvoirs, puisque les chefs coutumiers exercent à la fois le pouvoir exécutif et le pouvoir judiciaire et que la justice est uniquement orale, ne s'appuyant pas sur des règles écrites. Dans les années 1990, période d'intenses mutations sociales et économiques, les chefs coutumiers sont de plus en plus critiqués par la population, accusés d'abuser de leur position pour s'enrichir. Pour la première fois, des Wallisiens assignent des chefs en justice selon le système français. La justice coutumière empiète souvent sur la justice française : lors des conflits autour de la terre, en particulier, s'il y a des violences commises, l'affaire passe dans le droit commun. Cependant, les chefs coutumiers cherchent à régler l'affaire dans son ensemble, pour rétablir l'harmonie sociale, en traitant à la fois le volet foncier et pénal. « Avec la confiscation aux chefs de tout ce qui relève du pénal, on voit comment devient quasiment inévitable un débat continuel entre les coutumiers et les magistrats de la juridiction de droit commun sur cette compétence ».

### Affaire Make Pilioko

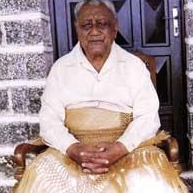
Le roi Tomaski Kulimoetoke en 2007.

En 1998, Make Pilioko, une femme 'aliki de haut rang, élue à l'assemblée territoriale et proche du roi Tomaski Kulimoetoke, est accusée de détournement de fonds. Les ministres du Lavelua font pression auprès de la procureure pour que l'affaire ne soit pas instruite. Jugée par le tribunal de Nouméa, Make Pilioko est condamnée à deux ans de prison dont six mois ferme. Cependant, elle refuse de se rendre au tribunal et se réfugie au palais royal. Les gendarmes wallisiens chargés de l'arrêter n'osent provoquer le roi et n'entrent pas dans le palais. Cette affaire divise l'île, les uns (comme le sénateur Robert Laufoaulu) défendant le Lavelua, les autres (comme le député Victor Brial ou le premier ministre coutumier (kalae kivalu) Mikaele Hoatau) estimant au contraire que la justice française doit s'appliquer et qu'il ne faut pas « confondre coutume et impunité ». À la suite de cette prise de position, le Lavelua destitue le kalae kivalu le 14 avril 1999.
L'affaire prend un tournant national : Make Pilioko fait une demande d'amnistie auprès du président de la République française Jacques Chirac. Ce dernier, ne souhaitant pas entrer en conflit avec le Lavelua, prononce alors une amnistie générale après sa réélection en 2002. Make Pilioko recouvre ses droits civiques et se présente à nouveau aux élections territoriales sans obtenir de siège.
À la suite de la publication d'articles dénonçant cette affaire par l'hebdomadaire local Te Fenua fo'ou, le Lavelua ordonne en mars 2002 la fermeture du journal et les autorités coutumières confisquent le matériel informatique des journalistes,.
L'anthropologue et historienne Françoise Douaire-Marsaudon souligne la nouveauté dans cette affaire : la procédure de plainte a été déposée par les collègues de Make Pilioko, appartenant à l'élite wallisienne, alors que jusqu'ici ce type de litiges serait d'abord passé par les chefs coutumiers. Cela va à l'encontre des règles communément admises par la population et démontre une véritable défiance envers la justice coutumière. À l'inverse, le choix de l'accusée de se soustraire aux autorités françaises en se réfugiant chez le roi affirme la supériorité de la coutume sur la loi républicaine. Cette position est partagée par un certain nombre de Wallisiens, qui estiment que l'accusée est en réalité victime d'acharnement judiciaire, alors qu'elle venait en aide au roi âgé, « comme le veut la coutume ». Ce soutien financier apporté par Make Pilioko serait d'autant plus légitime, selon ses partisans, que l'indemnité versée par l’État français au roi est très faible par rapport aux salaires des expatriés métropolitains. Enfin, « pour une très large majorité de Wallisiens, l’autorité supérieure et le juge suprême à Wallis, n’est pas le préfet – lequel est avant tout le représentant du gouvernement français –, mais le roi coutumier » et il paraissait nécessaire pour la population d'avoir recours à la justice coutumière.

### Crise coutumière wallisienne

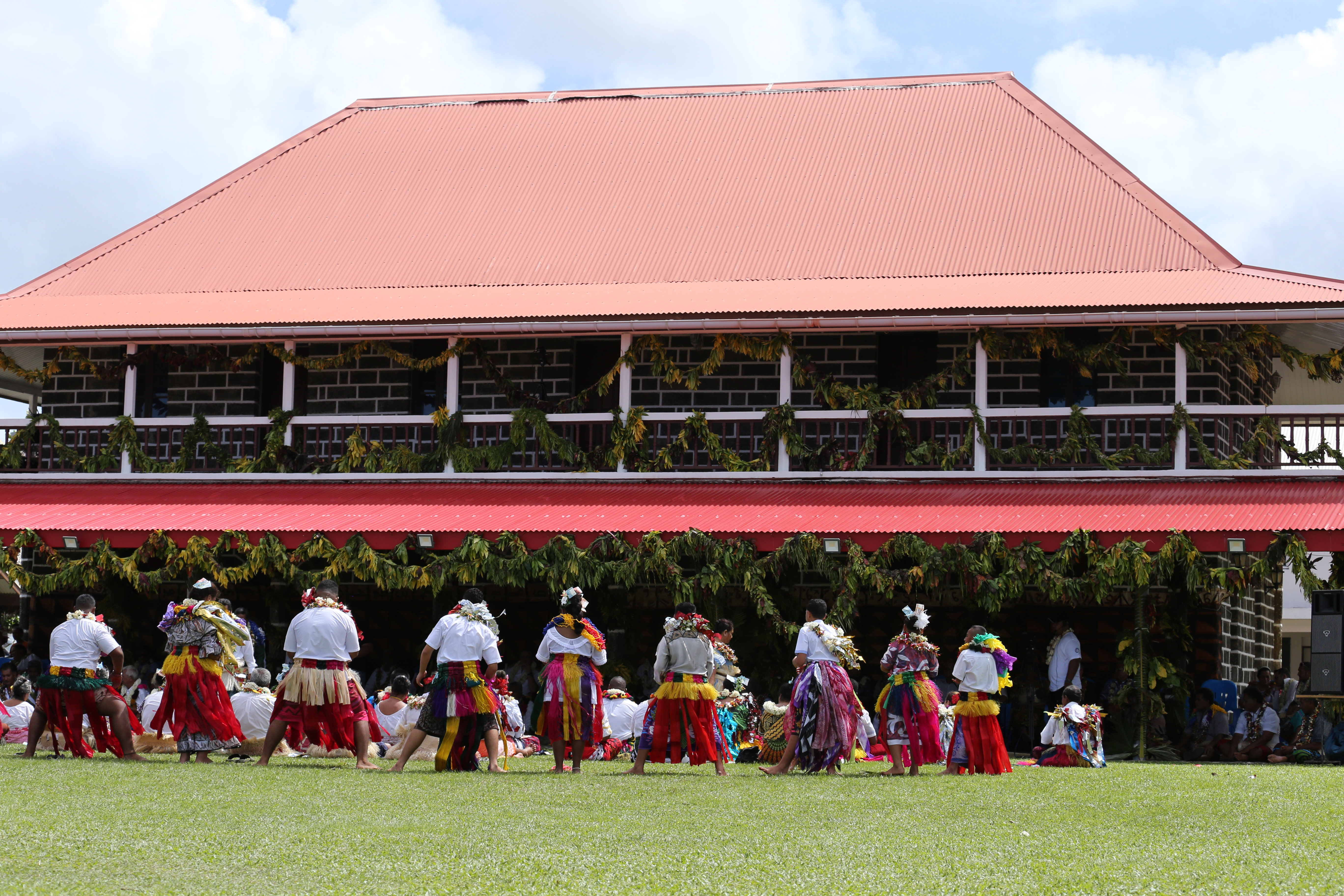
Le palais royal d'Uvea lors d'une fête coutumière.

Cette situation se répète en 2001, lorsqu'un des petits-fils du roi se réfugie au palais royal après avoir été accusé de viol, et en 2005 quand un autre petit-fils, accusé d'homicide à la suite d'un accident de la route, échappe aux gendarmes en allant trouver refuge au palais. Ce dernier épisode divise profondément la société wallisienne entre partisans du roi (« royalistes ») et « rénovateurs », favorables à sa démission. Cette crise coutumière wallisienne qui éclate dure de nombreuses années et ressurgit après la mort du roi Tomasi Kulimoetoke.

### Analyse du conflit entre les deux systèmes
Le premier président de la cour d’appel de Nouméa, Olivier Aimot, voit dans cette évolution historique un « lent renforcement de la juridiction républicaine au détriment de la juridiction coutumière ». Cependant, pour Françoise Douaire-Marsaudon, il ne faut pas interpréter la situation comme un conflit entre tradition et modernité, ou une victoire d'un système sur l'autre. Au contraire, la population wallisienne est devenue de plus en plus au courant du fonctionnement du double système juridique, pouvant alors « tirer profit de ses contradictions et de ses impasses ». Douaire-Marsaudon y voit une « réappropriation progressive, par les Wallisiens, de cet outil de la vie collective et citoyenne qui se nomme « la justice » ».